# Charles Parnell (attore)
Charles Parnell (Chicago, 26 ottobre 1964) è un attore statunitense, noto per essere il secondo attore a interpretare il capo della polizia Derek Frye nella serie La valle dei pini e per aver interpretato Russ Jeter nella serie The Last Ship.

## Biografia
Mentre viveva a Chicago, ha studiato al Piven Theatre Workshop di Evanston con Byrne e Shira Piven, il padre e la sorella di Jeremy Piven. Nel 1999 è apparso come ospite, per la prima volta, nella serie Sex and the City, dove ha interpretato un uomo d'affari nell'episodio Old Dogs, New Dicks, poi è tornato alla serie nel 2002 dando vita a un venditore durante l'episodio Suona a Ding Ding. L'8 settembre 2005 è entrato nel cast della popolare serie La valle dei pini, dove ha interpretato il capo della polizia Derek Frye, fino a settembre 2008. In precedenza il ruolo di Derek era stato interpretato dall'attore William Christian dal 1991 e fino al 2005. Successivamente il ruolo è stato interpretato da Jerome Preston Bates dal 2007 al 2008.
Nel 2008 è apparso come ospite nella popolare serie Law & Order dove ha interpretato Jonas Durning, precedentemente apparso per la prima volta nella serie nel 2004 come A.U.S.A. Mike Warner nell'episodio All in the Family. Nello stesso anno è apparso come ospite nella serie Bones dove ha interpretato il capitano dell'aereo Blake. Nel 2010 è apparso due volte nella serie The Forgotten dove ha dato vita a Dan Freeman nell'episodio Living Doe e un uomo in Designer Jane. Nel 2014 ha interpretato lo sciamano Nommo in un episodio della serie Constantine. Nello stesso anno entra a far parte del cast fisso della serie The Last Ship. Parnell ha anche prestato la voce per diversi videogiochi.

## Filmografia

### Cinema
- Mind the Gap, regia di Eric Schaeffer (2004)
- Piccolo grande eroe (Everyone's Hero), regia di Colin Brady, Christopher Reeve e Dan St. Pierre (2006) (voce)
- The Education of Charlie Banks, regia di Fred Durst (2006)
- Diminished Capacity, regia di Terry Kinney (2008)
- Mississippi Damned, regia di Tina Mabry (2009)
- Pariah, regia di Dee Rees (2008)
- 42 - La vera storia di una leggenda americana (42), regia di Brian Helgeland (2013)
- Transformers 4 - L'era dell'estinzione (Transformers: Age of Extinction), regia di Michael Bay (2014)
- A Million Little Pieces, regia di Sam Taylor-Johnson (2018)
- Top Gun: Maverick, regia di Joseph Kosinski (2022)
- Mission: Impossible - Dead Reckoning, regia di Christopher McQuarrie (2023)
- The Killer, regia di David Fincher (2023)
- Mission: Impossible - The Final Reckoning, regia di Christopher McQuarrie (2025)

### Televisione
- Sex and the City – serie TV, episodi 2x09-4x16 (1999; 2002)
- Squadra emergenza (Third Watch) – serie TV, episodio 4x03 (2002)
- Hack – serie TV, episodio 1x12 (2003)
- Whoopi – serie TV, episodio 1x18 (2004)
- Law & Order - I due volti della giustizia (Law & Order) – serie TV, episodi 15x09-18x05 (2004; 2008)
- The Venture Bros. – serie animata, 14 episodi (2004-2018) – voce
- Senza traccia (Without a Trace) – serie TV, episodio 4x01 (2005)
- La valle dei pini (All My Children) – serial TV, 80 puntate (2005-2008)
- Crash – serie TV, 4 episodi (2008)
- Bones – serie TV, episodio 4x10 (2008)
- CSI: Miami – serie TV, episodi 7x08-8x05 (2008-2009)
- 90210 – serie TV, episodio 1x12 (2009)
- Lie to Me – serie TV, episodio 1x02 (2009)
- NCIS - Unità anticrimine (NCIS) – serie TV, episodio 7x02 (2009)
- The Forgotten – serie TV, episodi 1x16-1x17 (2010)
- Fringe – serie TV, episodio 3x11 (2011)
- NCIS: Los Angeles – serie TV, episodio 3x06 (2011)
- The Mentalist – serie TV, episodio 4x10 (2011)
- North Woods Law – programma TV, 13 episodi (2012-2015) – voce
- Longmire – serie TV, episodio 2x01 (2013)
- Constantine – serie TV, episodio 1x04 (2014)
- The Last Ship – serie TV, 56 episodi (2014-2018)
- Better Things – serie TV, episodio 1x07 (2016)
- Briarpatch – serie TV, 7 episodi (2019-2020)
- The Mandalorian – serie TV, episodi 3x07-3x08 (2023)
- Barry – serie TV, 5 episodi (2023)
- Butterfly – serie TV, episodi 1x02-1x03 (2025)

### Videogiochi
- The Warriors (2005)
- Manhunt 2 (2007)
- Grand Theft Auto IV (2008)
- Grand Theft Auto V (2013)
- Call of Duty: Advanced Warfare (2014)
- The Crew (2014)
- Mass Effect: Andromeda (2017)
- Marvel's Avengers (2020)

## Doppiatori italiani
Nelle versioni in italiano delle opere in cui ha recitato, Charles Parnell è stato doppiato da:
- Alessandro Ballico in Bones, The Mentalist, NCIS: Los Angeles, Transformers 4 - L'era dell'estinzione
- Alberto Angrisano in Top Gun: Maverick, Mission: Impossible - Dead Reckoning, The Killer, Mission: Impossible - The Final Reckoning
- Vittorio Guerrieri in Senza traccia
- Massimiliano Virgilii in Fringe
- Roberto Draghetti in CSI: Miami (ep. 8x05)
- Antonio Palumbo in Crash
- Stefano Mondini in The Last Ship
- Tony Sansone in Better Things
- Simone D'Andrea in Barry

Da doppiatore è sostituito da:
- Franco Mannella in The Venture Bros.
- Dario Oppido in Marvel's Avengers

## Riconoscimenti
- 2012 NAACP Image Award – Candidatura al suo ruolo come Arthur in Pariah.[1]